# Syntretus elabsus
Syntretus elabsus är en stekelart som först beskrevs av Papp 1992.  Syntretus elabsus ingår i släktet Syntretus och familjen bracksteklar. Inga underarter finns listade i Catalogue of Life.